# Všetaty (okres Rakovník)
Všetaty (Duits: Wschetat) is een Tsjechische gemeente in de regio Midden-Bohemen en maakt deel uit van het district Rakovník, 6,5 km ten zuidoosten van de stad Rakovník.
Všetaty telt 307 inwoners.

## Geschiedenis
Het dorp werd voor het eerst vermeld in 1337, maar het gebied rond het dorp was waarschijnlijk al vóór Christus bewoond, zo is gebleken uit archeologische vondsten van asbakken uit de Knovizcultuur (10-8e eeuw v. Chr.). In 1571 was er onder meer een brouwerij en schaapskooi in het dorp.
Op 19 april 1944 werd het dorp door het Duitse leger bezet toen parachutisten van de Operatie Zwavel (Tsjechisch: Operace Sulphur) in de omgeving landden. De bezetters probeerden uit te vinden wie van de inwoners de in hun ogen ‘vijand’ hielp en arresteerden 5 mensen, die naar Pankrác werden gebracht en later werden vrijgelaten.
Sinds 2003 is Všetaty een zelfstandige gemeente binnen het district Rakovník.

## Bezienswaardigheden

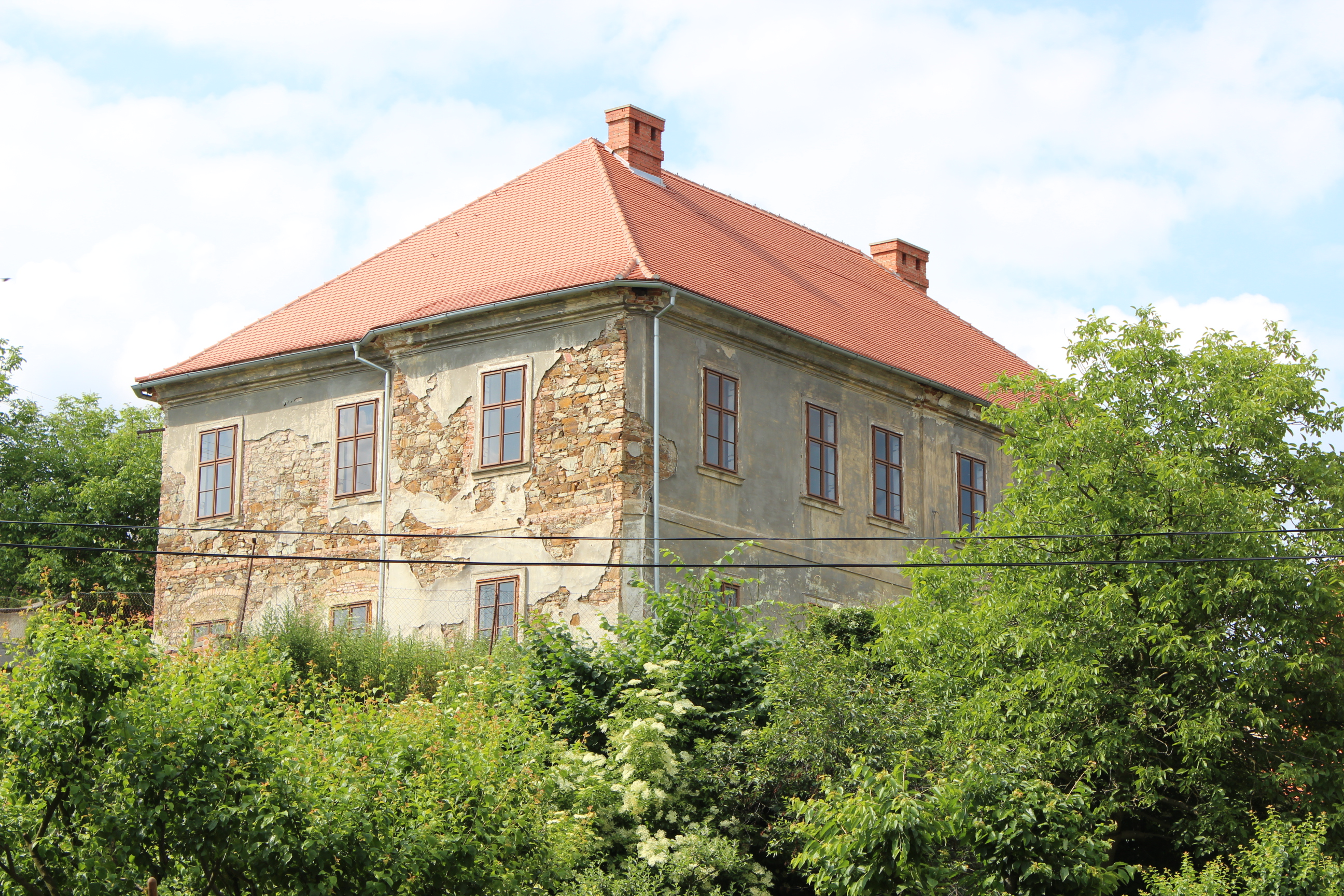
Kasteel Všetaty

- Barokken Mariabeeld op een driehoekig voetstuk uit 1730
- Kasteel Všetaty, een barokken gebouw uit 1700 op de plaats van een oudere vesting. Het gebouw is rechthoekig en heeft één verdieping. De gevels zijn gescheiden door pleisterstroken; de gewelven van de vertrekken zijn kruisvormig en gewelfd. Op de eerste verdieping bevindt zich een ovalen kapel met een fresco op het plafond.[2]

## Verkeer en vervoer

### Spoorlijnen
Er is geen spoorlijn of station in (de buurt van) het dorp.

### Buslijnen
Vanuit het dorp rijden er bussen naar onder meer Rakovník, Skryje en Slabce.

## Galerij

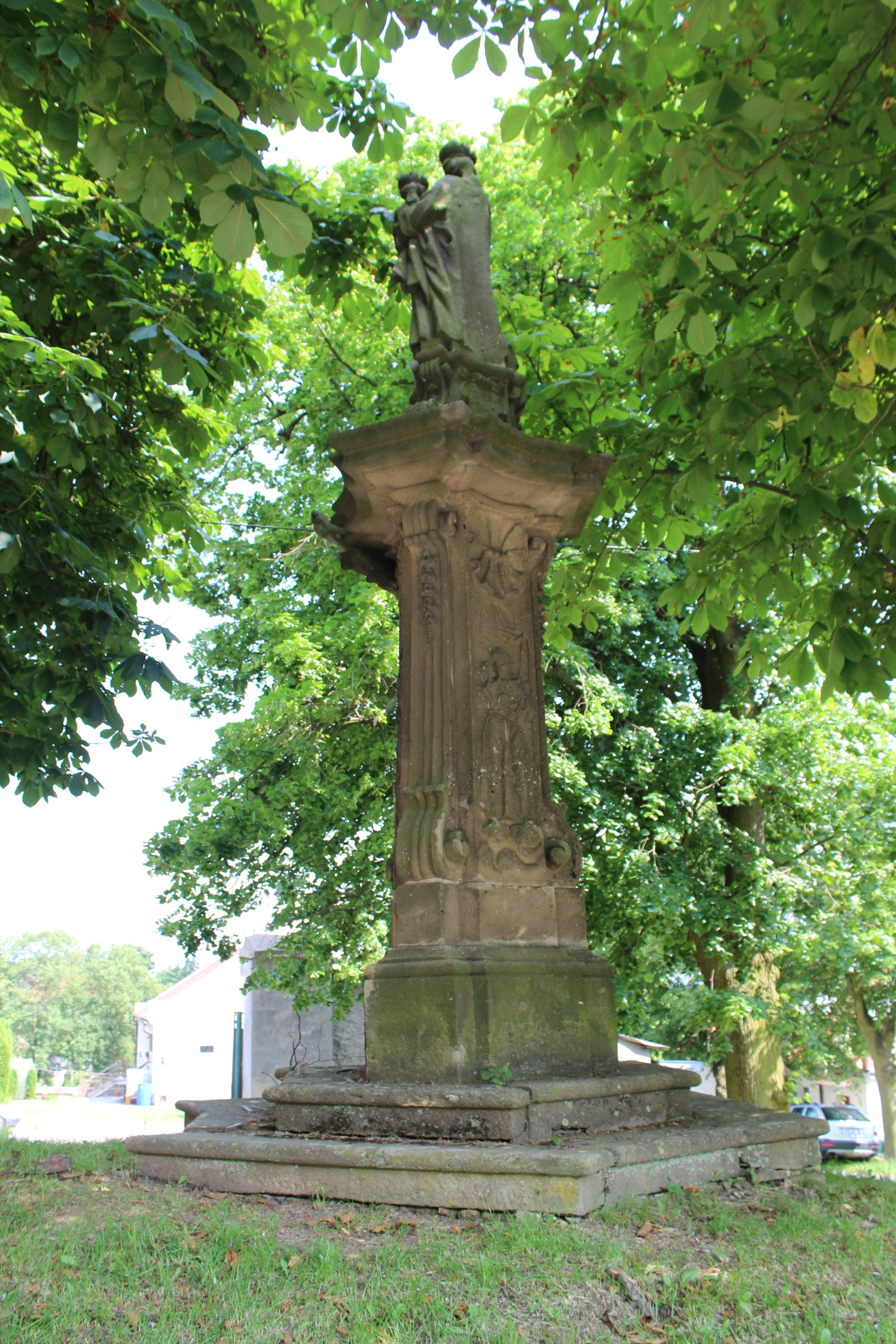
Mariabeeld
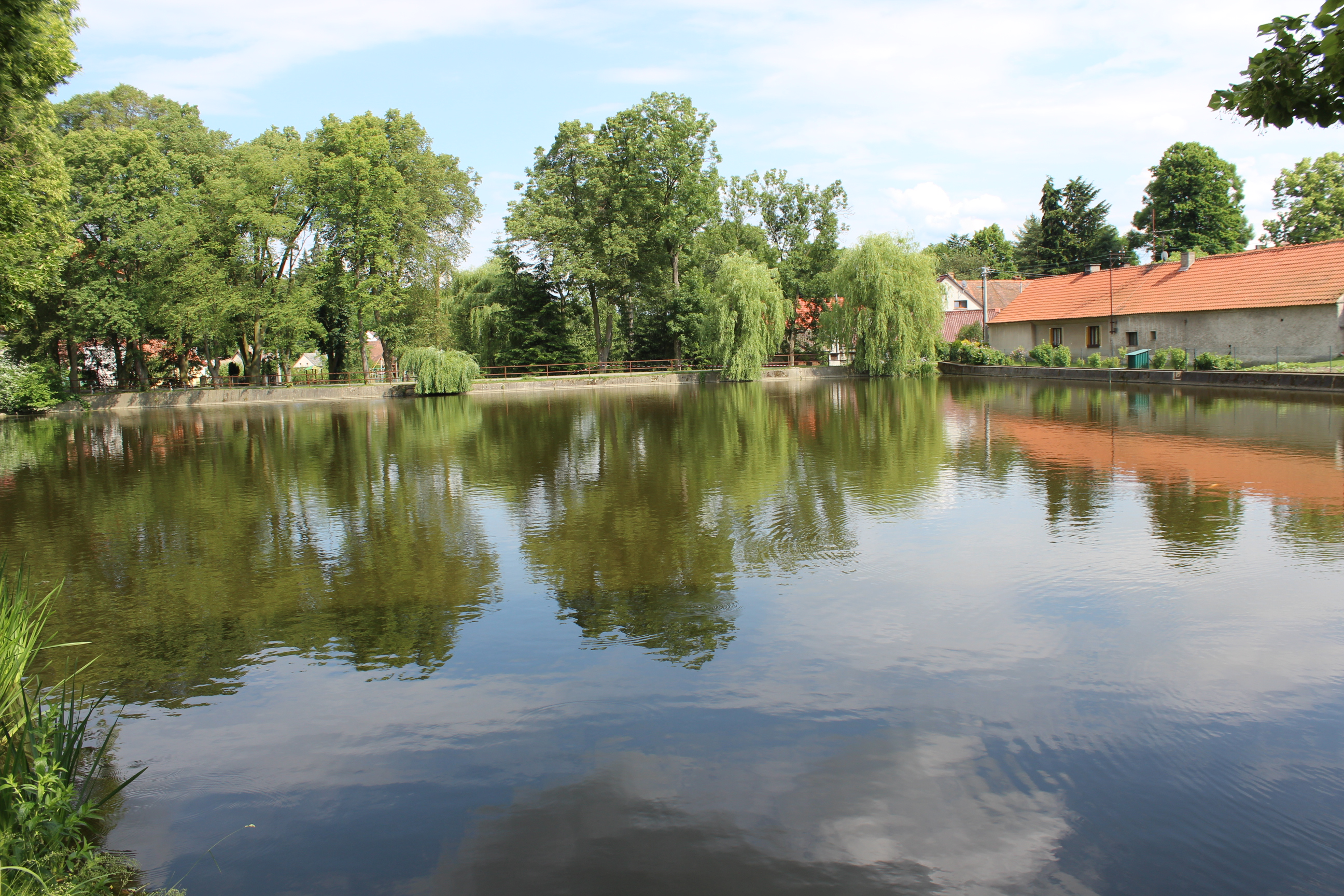
Reservoir
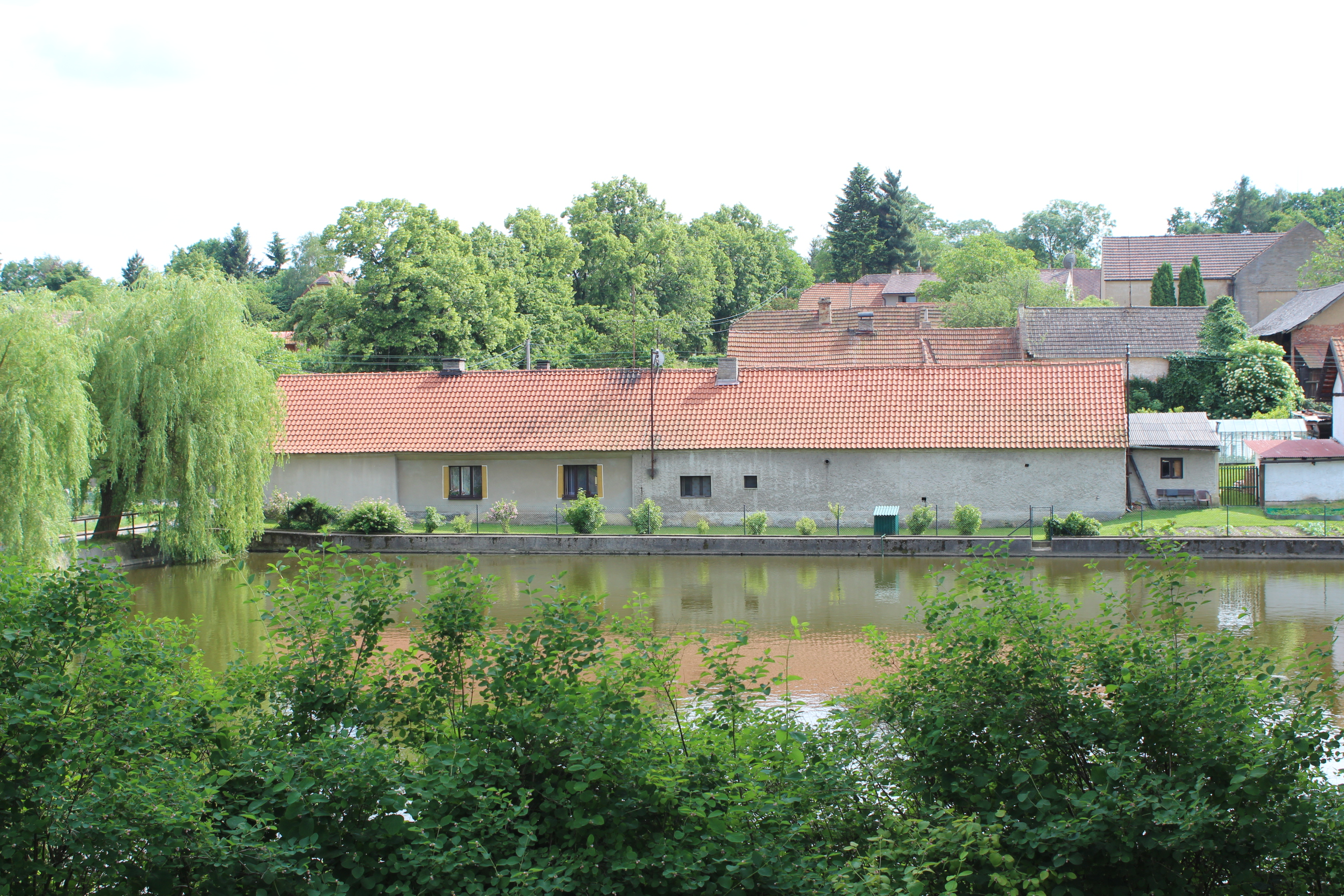
Woning langs het water
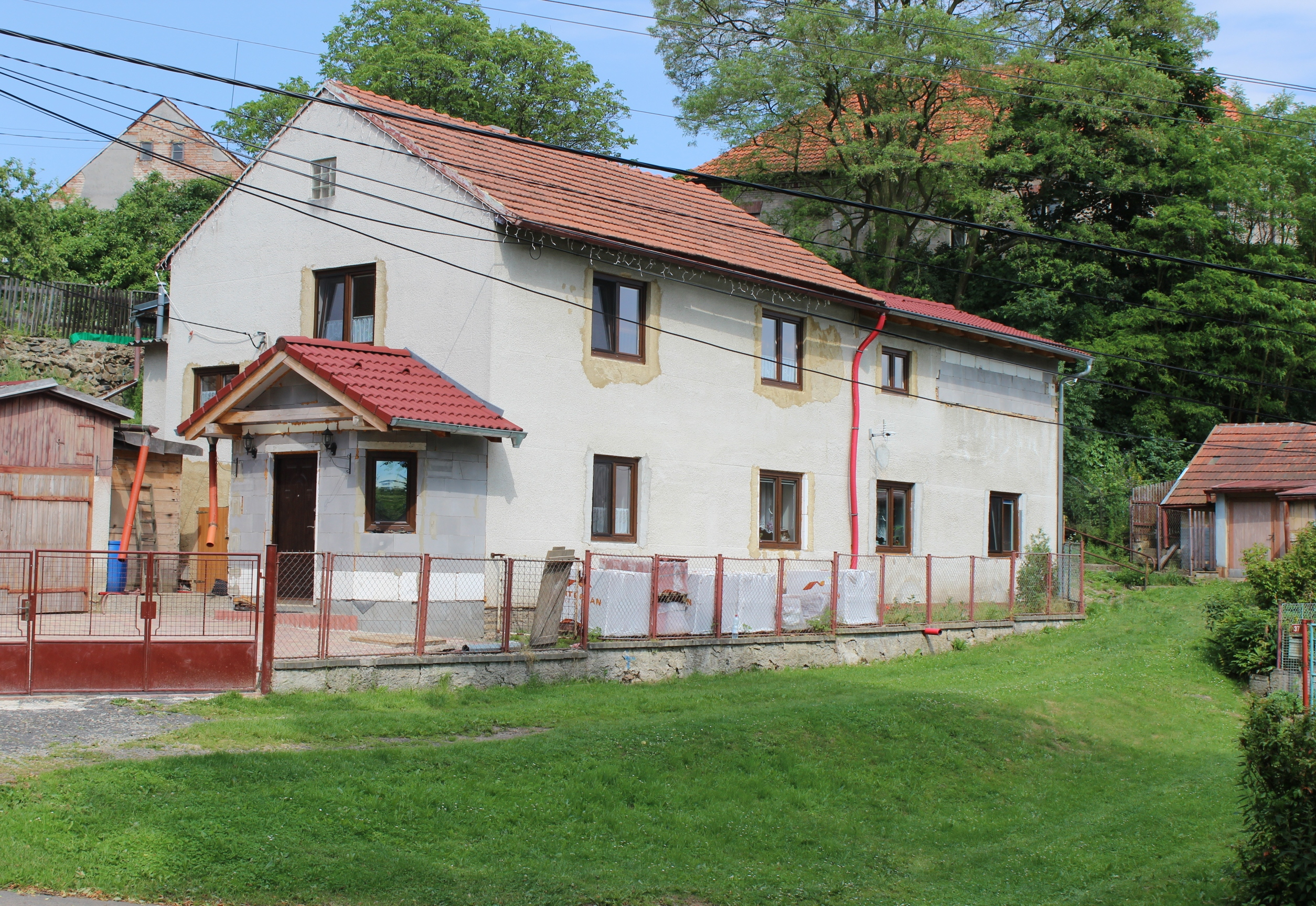
Woning in Všetaty
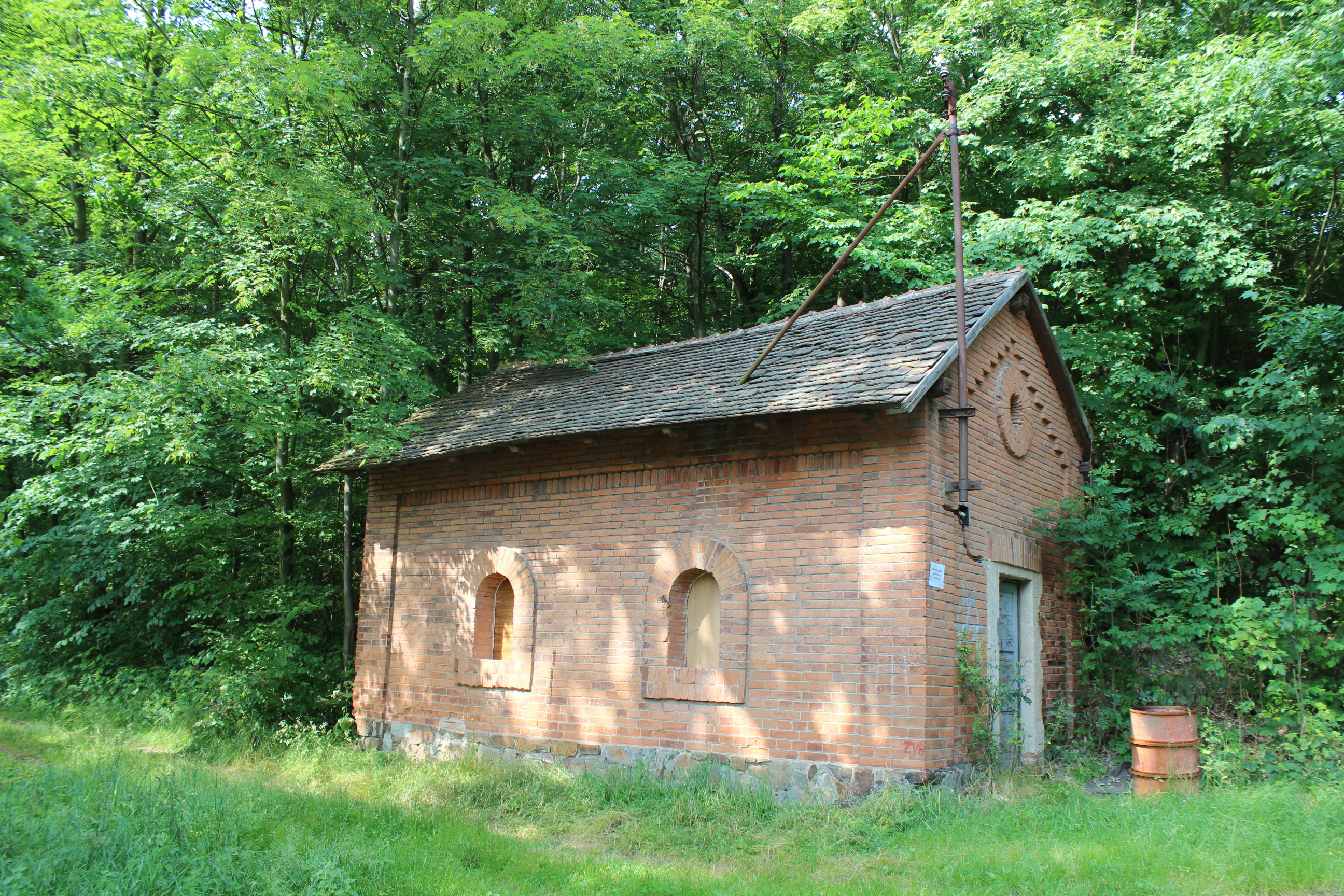
Ouder woonhuis
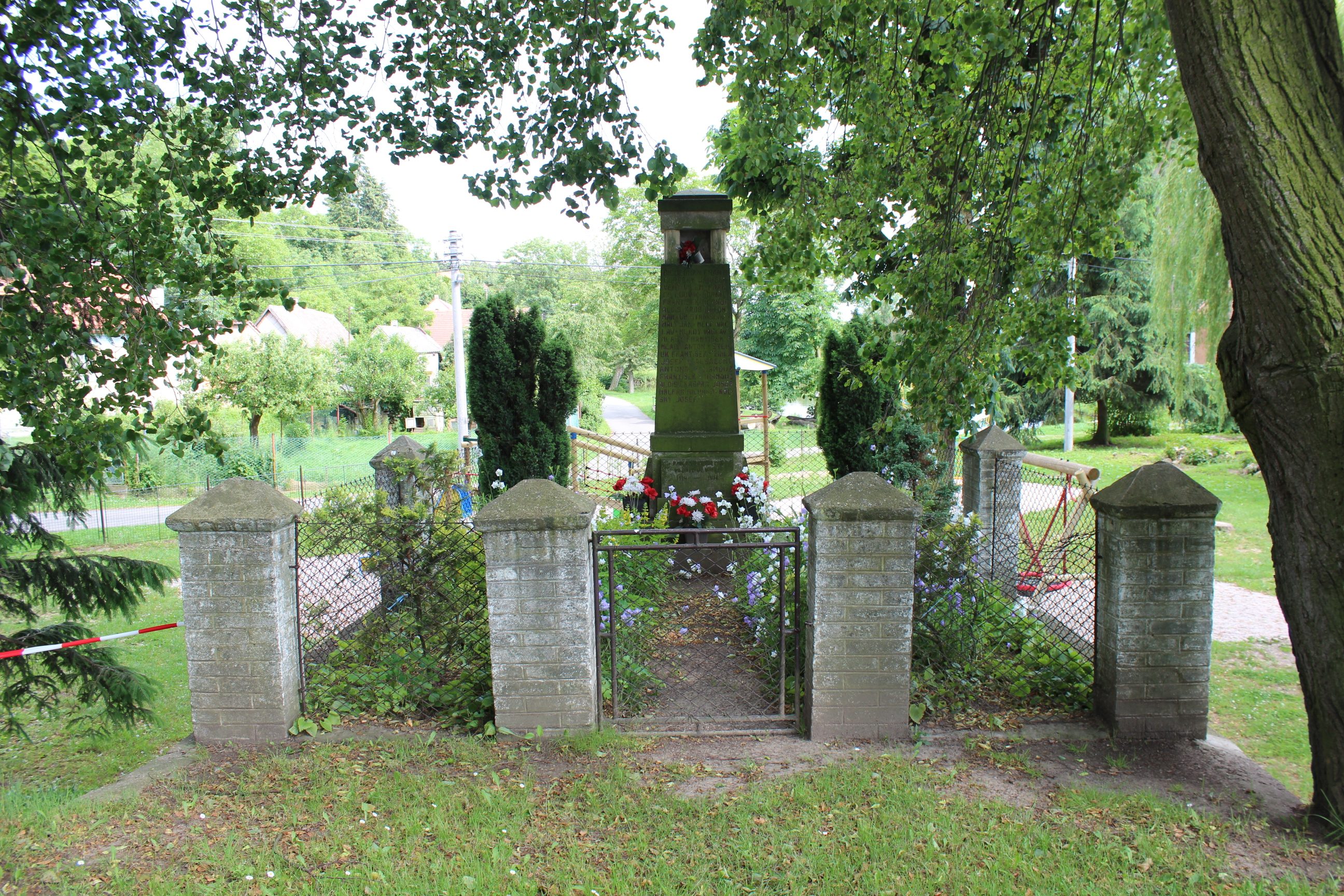
WO1-herdenkingsmonument
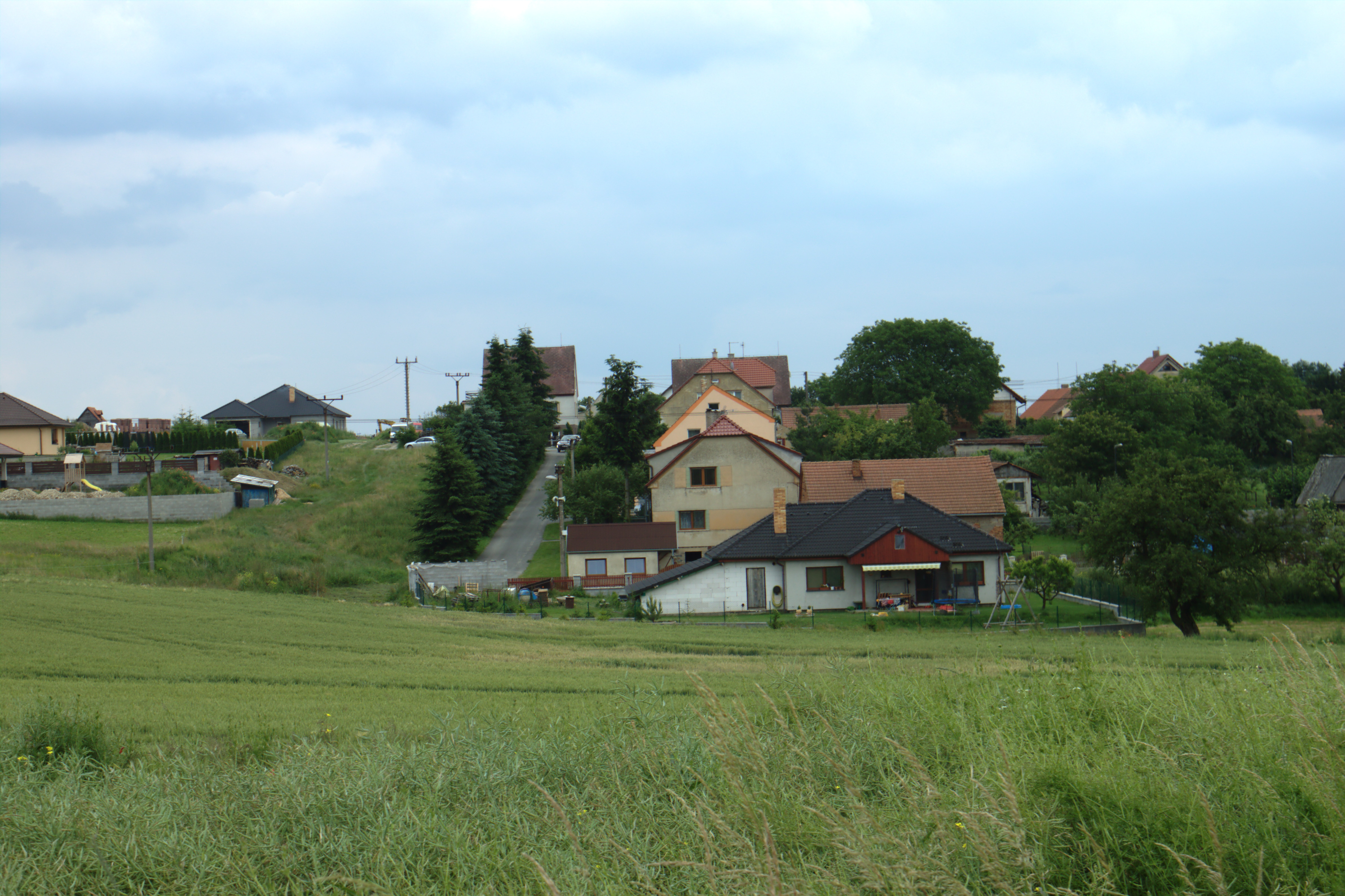
Blik op woningen langs heuvel
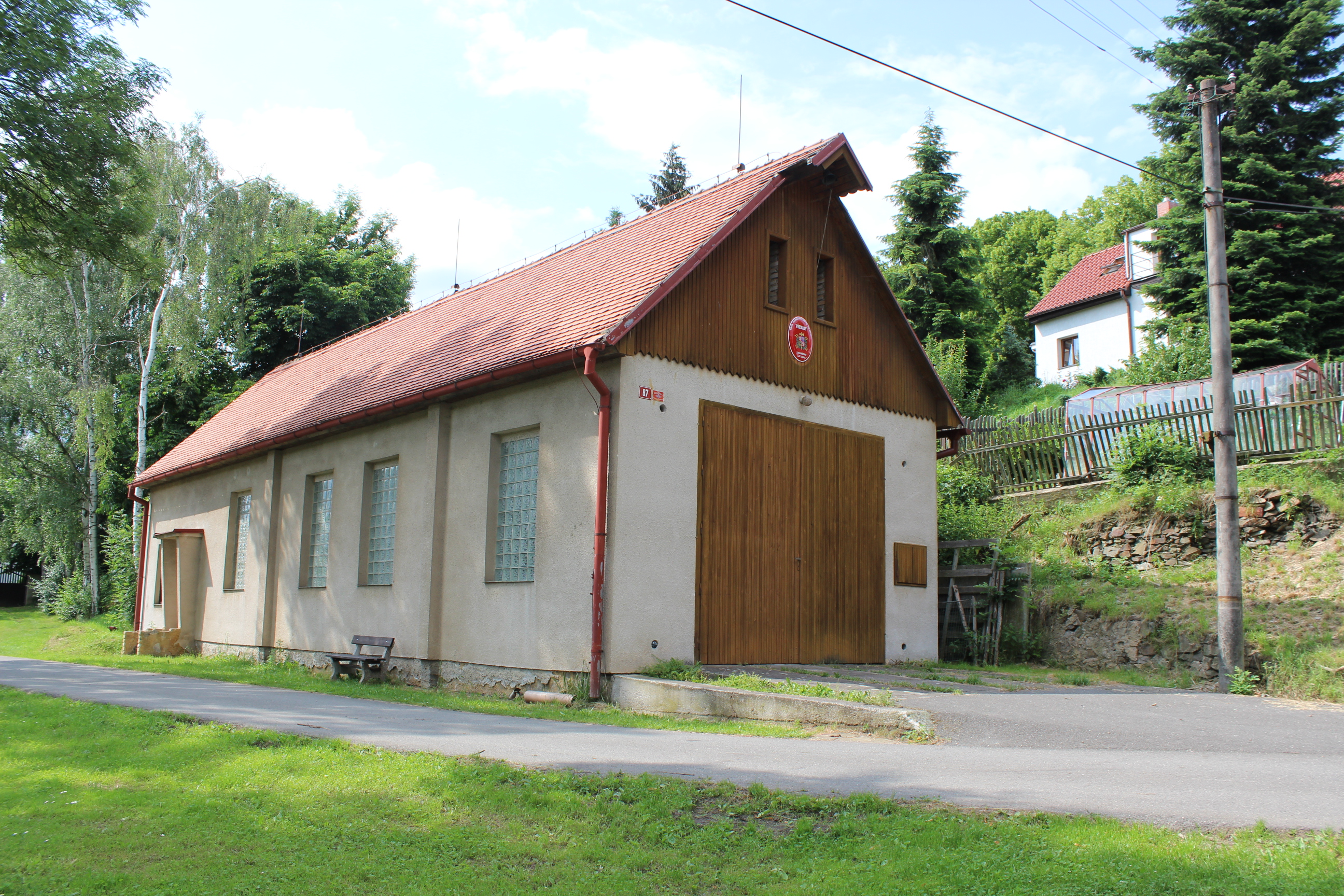
Brandweerkazerne